# Fangel Sogn

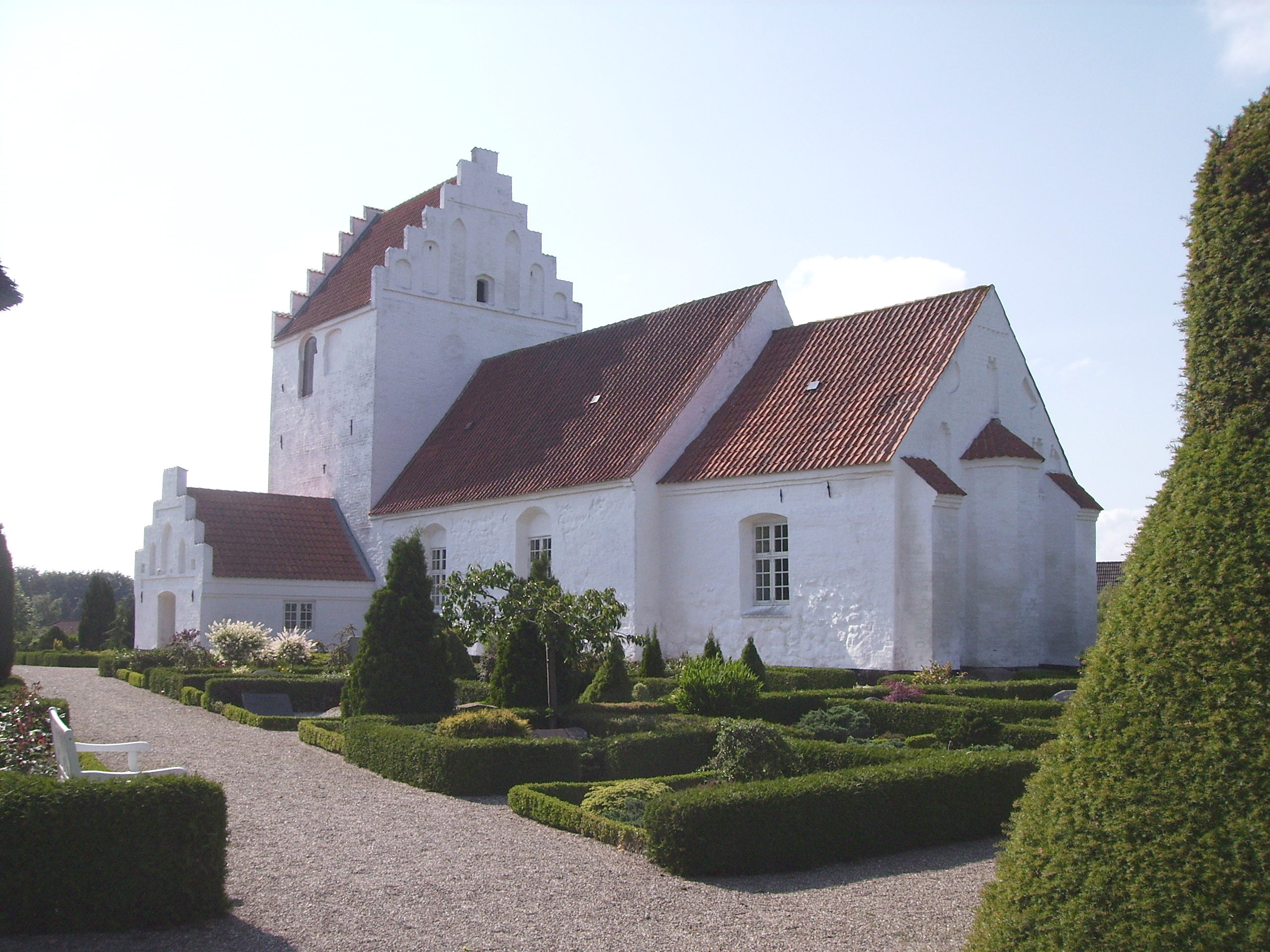
Fangel Kirke

Fangel Sogn ist eine Kirchspielsgemeinde (dän.: Sogn) auf der Insel Fyn (dt.: Fünen) im südlichen Dänemark. Bis 1970 gehörte sie zur Harde Odense Herred im damaligen Odense Amt, danach zur Odense Kommune im Fyns Amt, die im Zuge der  Kommunalreform zum 1. Januar 2007 Teil der Region Syddanmark geworden ist.
Im Kirchspiel leben 906 Einwohner, davon 471 im Kirchdorf (Stand: 1. Januar 2023). Im Kirchspiel liegt die Kirche „Fangel Kirke“.
Nachbargemeinden sind im Nordwesten Bellinge Sogn und  im Nordosten Stenløse Sogn, ferner in der südlich angrenzenden Faaborg-Midtfyn Kommune im Osten Nørre Lyndelse Sogn, im Südosten Nørre Søby Sogn, im Süden Vejle Sogn und im Südwesten Nørre Broby Sogn, sowie in der westlich gelegenen Assens Kommune Verninge Sogn.

## Töchter und Söhne der Gemeinde
- Thorvald Ellegaard (1877–1954), Radrennfahrer